# Дергаево (Владимирская область)
Дергаево — деревня в Юрьев-Польском районе Владимирской области России, входит в состав Небыловского сельского поселения.

## География
Деревня расположена в 14 км на северо-восток от центра поселения села Небылое и в 29 км на юго-восток от райцентра города Юрьев-Польский. 

## История
В конце XIX — начале XX века деревня входила в состав Тумской волости Суздальского уезда. В 1859 году в деревне числилось 20 дворов, в 1905 году — 43 дворов.
С 1929 года деревня входила в состав Шихабаловского сельсовета Юрьев-Польского района, с 1935 — в составе Небыловского района, с 1963 года — в составе Юрьев-Польского района, с 2005 года деревня — в составе Небыловского сельского поселения.

## Население
| 1859 | 1905 |
| ---- | ---- |
| 162  | 235  |

| 1859 | 1905 | 2002 | 2010 | 2021 |
| ---- | ---- | ---- | ---- | ---- |
| 162  | ↗235 | ↘18  | ↘8   | ↘5   |